# Camille Flammarion
Nicolas Camille Flammarion (26. února 1842 Montigny-le-Roi – 3. června 1925 Juvisy-sur-Orge) byl francouzský astronom, přírodovědec a spisovatel.
Svými díly se zasadil  o popularizaci vědy, a to nejen astronomie, ale také například meteorologie či geologie. Většina jeho děl byla záhy po francouzském vydání přeložena do češtiny. Flammarion se stal na nějaký čas[kdy?] jedním z nejpřekládanějších autorů do češtiny (většinu jeho spisů do češtiny přeložil literární a divadelní kritik Jindřich Vodák). Dvě okolnosti však zapříčinily, že na něj vědecká obec téměř zanevřela (zmínka o něm se již neobjevuje ani v současné Všeobecné encyklopedii Diderot). Tou první byly jeho fantastické romány, které zpracovával podobně jako svá vědecká díla, a protože se sám nikdy nepovažoval za spisovatele, nedokázal či nechtěl přísně oddělovat své fantastické romány od vědeckých děl. Druhou okolností, jež vedla téměř k zatracení jeho jména i díla, byl jeho zájem o posmrtný život a projevy duše; tomuto vědeckému bádání se ke konci života věnoval se stejnou vervou jako bádání přírodovědeckým dříve.

## Život

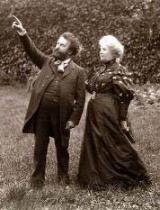
Nicolas Camille Flammarion (1842-1925) se svojí první ženou Sylvií Flammarion († 1918/1919)

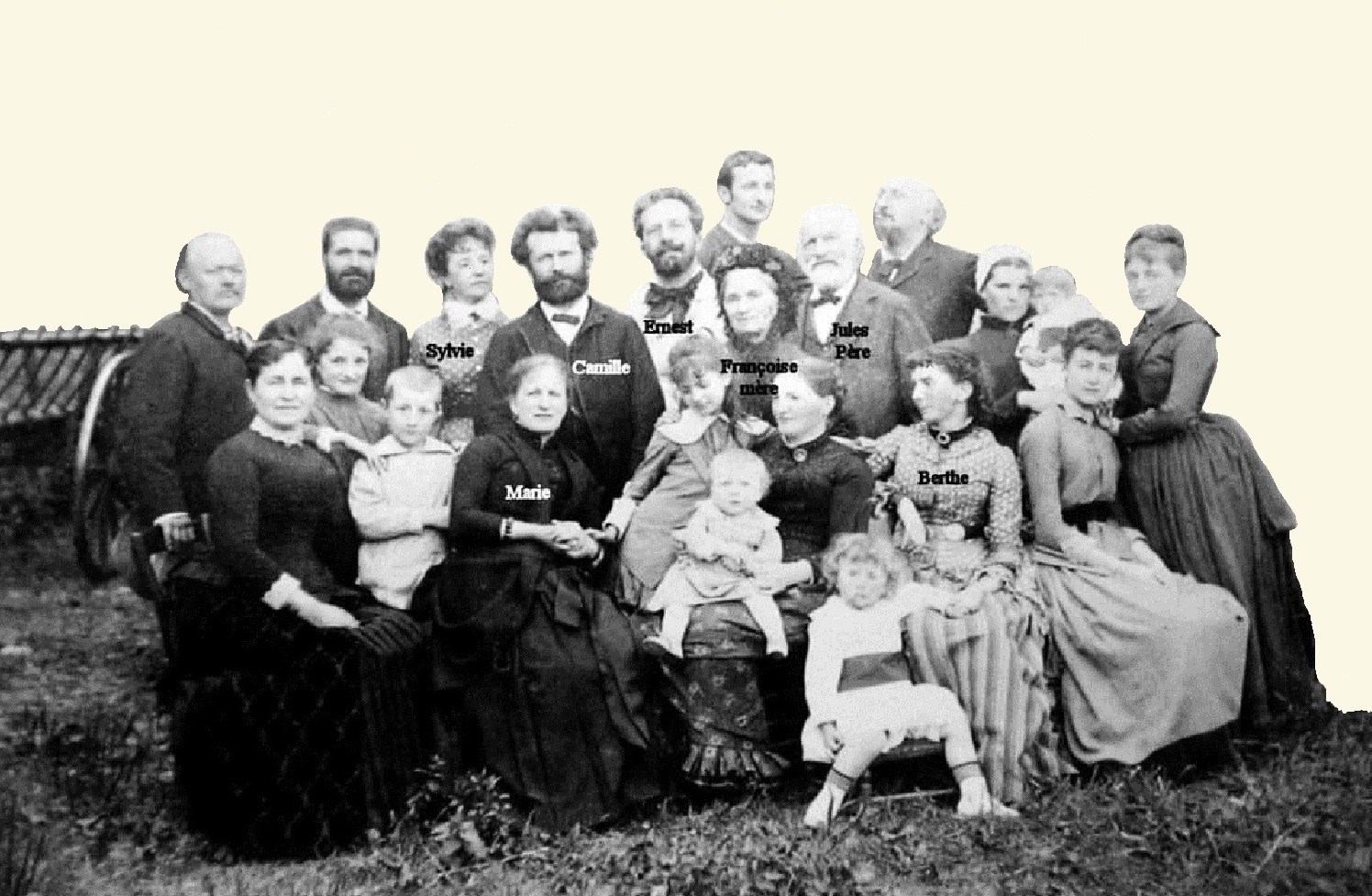
Nicolas Camille Flammarion uprostřed své velké rodiny v Montigny-le-Roi

Nicolas Camille Flammarion byl nejstarší ze čtyř dětí rolníka Étienne Julese Flammariona a jeho manželky Françoise, rozené Lomonové. Měl dvě sestry a bratra Ernesta (1846–1936), který se stal významným pařížským vydavatelem.  Rodina žila na hospodářství v obci  Montigny-le-Roi, departement Haute-Marne v severovýchodní části Francie. 
Byl neobyčejně nadaný od svého zrození. V pěti a půl letech uměl číst a psát, v deseti letech začal studovat latinu, protože na přání rodičů se měl stát knězem. Od roku 1852 chodil  do střední školy při katedrále v Langres. Poté, co otec musel kvůli dluhům prodat své hospodářství, se rodina přestěhovala do Paříže. Nicolas Camille nemohl pokračovat ve studiu a v roce 1856 byl přijat do učení na rytce a cizeléra. Po práci  navštěvoval bezplatné kurzy, které pro vzdělávání nemajetných nadaných lidí pořádali mniši při  kostele svatého Rocha.  Vzdělával  se v algebře, geometrii, učil se anglicky a latinsky, četl knihy francouzských hvězdářů, fyziků a filozofů. V roce 1857 založil při škole Akademii mládí pro asi padesát posluchačů  a byl zvolen jejím prezidentem.
V  patnácti letech napsal své první dílo Cosmogonie universale, přírodopisnou studii o původu světa. Vzbudil pozornost ředitele pařížské hvězdárny, který ho v roce 1858 přijal na místo eléva.  Flammarion vedle práce v hvězdárně složil zkoušky a stal se bakalářem umění a věd.  Ve svých devatenácti napsal první tištěnou knihu O mnohosti světů obydlených (La pluralité es mondes habité), která již dosáhla čtenářského úspěchu a byla přeložena do téměř všech evropských jazyků.  V té době se setkal s významnou osobností francouzského spiritismu Allanem Kardecem, a stal se členem Pařížské společnosti pro psychologická studia. 
Nesmírně aktivní byl nejen ve své astronomické literární tvorbě, kterou probudil zájem o astronomii  i u lidových vrstev. Ve svých dvaceti letech se stal pomocným počtářem v Bureau des Longitudes, o tři roky později vědeckým spolupracovníkem redakcí Cosmos, Magasin pittoresque a Siecle. Psal články  o astronomii hvězd, o vzdáleném vesmíru a o propojení energie s hmotou. Kreslil hvězdné mapy a popisoval rozmístění planet a hvězd. Jako vědecký redaktor časopisu Siecle pořádal konference a přednášky o populární astronomii nejen v Paříži, ale i belgických městech (Brusel, Antverpy, Ostende, Bruggy, Gent). Vydal několik astronomických pojednání a spiritistických příspěvků. 
V roce 1865 byl jmenován profesorem polytechniky na pařížské Turgotově škole. Zajímal se o balónové létání a v roce 1867 uskutečnil svůj první let. Téhož roku byl  jmenován prezidentem Francouzské aerostatické společnosti. Své zážitky popsal v roce 1868 v díle Cesty v balónu (Voyages en ballon).
Nedaleko svého bytu  si pronajal  terasu na ulici Gay-Lussac, odkud  pozoroval hlavně dvě svá oblíbená nebeská tělesa – Měsíc a Mars. V roce 1869 vydal hvězdnou mapu ze severního pólu. Zabýval se studiem atmosférických vlivů. Vynalezl fotometrický přístroj pro zaznamenání zatmění Slunce v  prosinci 1870.  Po vyhlášení prusko-francouzské války byl   Flammarion  jmenován ženijním kapitánem a dostal zároveň s jinými astronomy za úkol dohlížet na pruské baterie v Saint-Cloudu a v Meudonu. Po Komuně se vrátil do Paříže a usadil se v bytě na avenue de l´Observatoire v pátém poschodí rohového domu.
V roce 1873 nastoupil do pařížské hvězdárny na pozici astronoma. V srpnu 1874 se oženil se Sylvií Petiaux-Hugo a na svatební cestu se vydali balónem do belgických lázní Spa. 
V roce 1878 vyšlo jeho pravděpodobně nejzávažnější vědecké dílo Dvojhvězdy, katalog vícenásobných hvězd v pohybu (Les étoile doubles; katalogue des étoiles multiples en mouvement), doplněné Nebeskou astronomií, s podtitulem „katalog dvojhvězd a vícenásobných hvězd“ (Astronomie sidérale, katalogue de des étoiles doubles et multiples). Katalog obsahuje asi čtrnáct tisíc položek. Roku 1879 vyšlo další Flammarionovo významné dílo Populární astronomie (Astronomie populaire), za které získal od Francouzské akademie Montyonovu cenu. Publikace dosáhla statisícových nákladů a o rok později mu byl za popularizaci astronomie udělen Řád čestné legie.

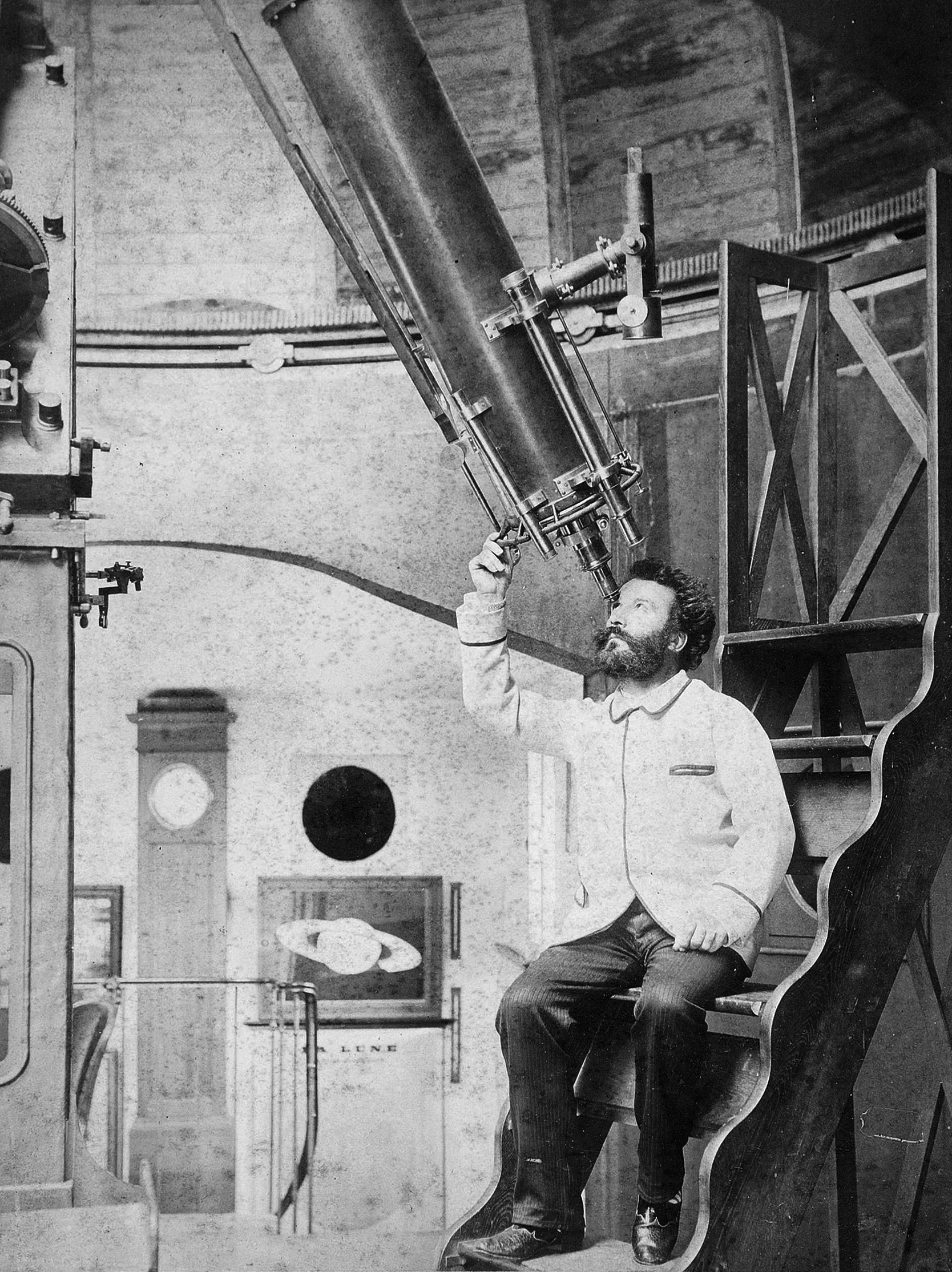
Flammarion ve své observatoři v Juvisy sur Orge

V roce 1882  založil časopis populární astronomie  „Měsíčnou revui astronomie, meteorologie a fysiky zeměkoule“. Koncem roku pak Flammarion získal dědictvím od neznámého obdivovatele bývalý zájezdní hostinec  v  Juvisy sur Orge, který přebudoval na soukromou hvězdárnu. Na vstupní bránu vepsal heslo Ad veritatem per scientam (Za pravdu s pomocí vědy). Od roku 1891 zde byla také meteorologická a rádiová stanice. Dobře vybavená observatoř, kterou Flammarion využíval více než čtyřicet let, se stala mezinárodním  centrem  astronomického výzkumu. Kromě vědců ji navštívila řada známých osobností, jako Arthur Conan Doyle, Camille Saint-Saëns, Gustave Eiffel, Charles Garnier nebo brazilský císař Pedro II. Do okruhu jeho přátel patřil i český malíř Alfons Mucha. Flammarionovým žákem byl český popularizátor astronomie Artur Kraus.   Později se v  Paříži  stýkal také s Milanem Rastislavem Štefánikem, který přeložil řadu jeho knih.
V roce 1887 založil Francouzskou astronomickou společnost (Société astronomique de France), stal se jejím prvním prezidentem a šéfredaktorem jejího časopisu (Bulletin de la Société astronomique de France). Pokračoval ve vydání vědeckých prací, ale také vědeckofantastických románů i básní v próze, např. "Uranie,  V paprscích luny (Clairs de lune), Stella, Konec světa  (Le fin du monde). 
Od roku 1899 se jeho zájem obrátil ke spiritismu, v různých časopisech prováděl u čtenářů průzkumy jejich nadpřirozených zážitků a vidění, shromažďoval svědectví z oblasti paranormálních jevů.  Kniha doplněná o vlastní Flammarionovy úvahy na toto téma vyšla v roce 1900 a její přepracované vydání ještě v letech 1911 a 1917. 

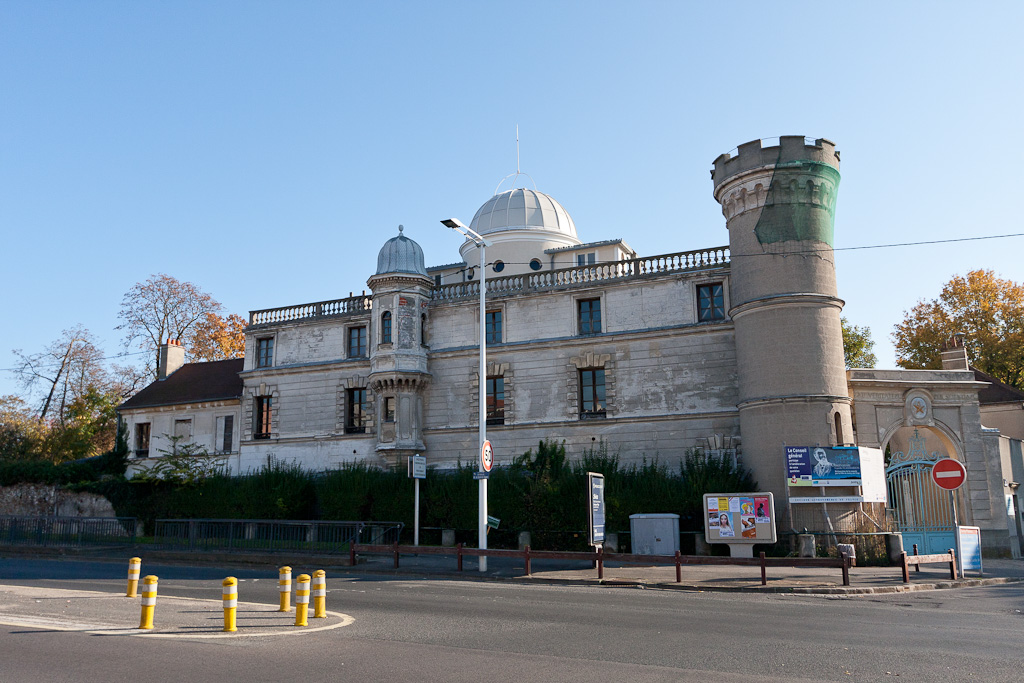
Flammarionova observatoř v Juvisy sur Orge

Roku 1911 napsal  obsáhlou autobiografii s názvem  Astronomovy životopisné a filozofické paměti (Mémoires biographiques et philosophiques d’un astronome),  končící událostmi prusko-francouzské války. Jako první navrhl jména měsíců Triton pro Neptun a Amalthea pro Jupiter, i když byla oficiálně přijata až později.
Začátkem roku 1919 zemřela jeho manželka a Flammarion se ještě téhož roku znovu oženil  se svou  asistentkou Gabrielle Renaudotovou. Zabýval se fenoménem smrti a v této souvislosti v letech 1920–1922 vydal trojsvazkové pojednání Smrt a její mystéria (La Mort et son mystère). V roce 1923 se stal prezidentem londýnské Společnosti pro psychický výzkum (Society for Physical Research). 
Camille Flammarion zemřel na infarkt uprostřed  práce dne 3. června 1925 ve své pracovně v Juvisy sur Orge. Pochován byl v parku obklopujícím jeho observatoř. 
Provoz hvězdárny řídila až do své smrti roku 1962 jeho manželka. Odkázala ji  Francouzské astronomické společnosti, kterou Flammarion založil.

## Dílo
Napsal asi sedmdesát knih, z toho 50 astronomických a množství článků, především do časopisů Astronomie, Vědecká revue, Příroda  a Ilustrovaná věda. 
- Obecná kosmogonie (Cosmogonie universale), 1857
- O mnohosti světů obydlených (La pluralité des mondes habités), 1861 – první román
- Světy imaginární a reálné (Les mondes imaginaires et les mondes réels), 1865
- Merveilles célestes, 1865
- Études et lectures sur l'astronomie, 1867–1880)  studie a stati o hvězdářství
- Bůh v přírodě (Dieu dans la Nature), 1867
- Cesty v balónu (Voyages en ballon), 1868
- Koprník a soustava světová (Vie de Copernic et histoire de la découverte du système du monde), 1872
- Atmosféra (L'atmosphère), 1872 – dílo zahrnující celou meteorologii
- Lumen (Lumen), 1873 – fantastický román [4]
- Les terres du ciel, 1877
- Populární astronomie (Astronomie populaire), 1879 – nejúspěšnější vědecká práce, které se prodalo přes 100.000 výtisků [5]
- Uranie (Uranie), 1889 – fantastický román
- Konec světa (Le fin du monde), 1893 – snad nejvýznamnější fantastický román, který obsahuje i zevrubný životopis
- V paprscích luny, 1893 – fantastický román
- Stella, 1897 – fantastický román
- Výlety do nebe, 1899 – fantastický román [6]
- Pouť nebeská, 1904
- Divy nebeské (1908) – četba pro večery [7]
- Malá popisná astronomie (1909) – [8]
- Vědecké zvláštnosti (1909) [9]
- Zemětřesení (1910) [10]
- Výbuch na ostrově Martiniku (1911) [11]
- Vědecké úvahy (1917) [12]
- Záhada smrti, 1921
- Vědecké zvláštnosti
- Vědecké úvahy
- Na nebi a na zemi
- Strašidelné domy, 1923
- Neznámo a záhady lidské duše, 1924